# 국가의 탄생
《국가의 탄생》(The Birth of a Nation)은 토머스 딕슨 주니어의 KKK 미화 소설 Clansman을 각색하여 데이비드 와크 그리피스가 감독한 미국의 무성 영화이다. 1915년 2월 8일에 개봉했으며, 세계 최초의 장편 영화로 알려져 있다.
영화 내용은 미국 남북전쟁과 재건 시대를 거치는 동안 북부연방 출신의 스톤맨 가문과 남부맹방 출신의 캐머런 가문의 수 년에 걸친 관계를 다루는 서사극이다. 존 윌크스 부스의 에이브러햄 링컨 대통령 암살 사건도 각색되었다.
이 영화는 상업적 성공은 거두었으나, 흑인(백인 배우들이 얼굴에 검댕을 칠하고 연기)이 지능이 모자라며 백인 여성을 겁탈하려 하는 등 부정적으로 묘사하고 쿠 클럭스 클랜을 영웅적인 세력으로 포장한 것으로 인해 구설수에 올랐다. 《국가의 탄생》에 대한 대규모의 항의가 잇따랐고, 많은 도시에서는 상영이 금지되었다. 인종주의에 대한 항의가 너무나도 격렬하자 감독 그리피스는 다음 해 《불관용》(Intolerance)을 제작하게 된다.
영화 내용이 논쟁적인 것을 차치하고서라도, 그리피스의 영화 제작 기술은 매우 혁신적이었으며, 상업 영화 산업의 역사에서 매우 중요하고 영향력이 큰 작품으로 여겨지고 있지만, 제2기 KKK단이 조직되는데 직접적인 영향을 미쳐서, 논란이 계속되었다.

## 개요
토머스 딕슨의 소설 《클랜즈먼》(The Clansman)을 번안하여 영화로 만든 것이다. 미국 영화 첫 장편 작품이기도 하다. 이야기는 남북 전쟁과 그 후의 연방 재건 시대의 격랑을 겪는 미국 북부, 남부의 두 명가(펜실베니아의 스톤맨 가문과 사우스캐롤라이나의 카메론 가문)에서 일어나는 아들의 전사, 양가 아이들(릴리안 기슈, 헨리 B. 월솔)의 연애, 해방 흑인 노예의 백인 딸의 강간 미수와 투신 자살 등의 사건을 남북 전쟁, 노예 해방과 에이브러햄 링컨의 암살 등이 다큐멘터리 영화를 연상시키는 박진감 넘치는 영상과 함께, 백인의 관점에서 그려진다.
철저하게 사실만을 추구했으며(어디까지나 그리피스의 관점으로 한정되기는 하지만), 링컨 암살 장면을 그리기 위해 그리피스는 암살 당일 공연했던 《우리 미국인 사촌》이라는 작품의 대본을 찾아 내고 암살 순간 무대에서의 대사까지 재현했다고 한다.
장편 영화에서 4장(약 40 ~ 50분)이 주류였던 당시로서는 전례없는 12장(상영 시간 2시간 45분), 제작비는 6만 1천 달러, 광고비 등을 합쳐 총 경비는 약 11만 달러가 소모되었지만, 작품은 대히트를 기록해 뉴욕에서 44주 동안 연속 방영되었다. 당시의 기록에 따르면, 완성 후 2년 동안 2500만 명이 봤다고 한다. 1931년에는 음악과 음향 효과를 동조시킨 유성 영화도 제작되었다.

## 줄거리
서장에서는 흑인의 미국 유입이 그려져 있다.

### 1부: 남북전쟁 이전의 미국
이 영화는 두 상반된 가문이 등장한다. 재건기 상원 의원인 테디우스 스티븐스를 모델로 한 노예폐지론자 하원 의원인 오스틴 스톤맨과 그의 두 아들과 딸 엘시로 구성된 북부의 스톤맨 가문과 두 딸(마가렛과 플로라)과 가장 유명한 벤을 포함한 세 아들이 있는 남부의 캐머론 가문이 그것이다.

## 출연

### 주연
- 릴리안 기쉬
- 헨리 월설
- 랠프 루이스
- 매 마쉬
- 월리스 레이드

## 기타
- 원작자: 토머스 딕슨
- 기타스텝: Western Electric Equipment
- 음향부문: Campbell Hacculloch

## 같이 보기
- 영화 매출 순위 목록
- 잃어버린 대의
- 미국의 인종차별